# Asthenargellus
Asthenargellus Caporiacco, 1949 è un genere di ragni appartenente alla famiglia Linyphiidae.

## Distribuzione
Le due specie oggi note di questo genere sono state rinvenute in Kenya.

## Tassonomia
Per la determinazione della specie tipo vennero esaminati gli esemplari di Asthenargellus kastoni Caporiacco, 1949; secondo gli aracnologi Holm (in uno studio del 1984) e Scharff (in uno studio del 1990), gli esemplari in questione non sarebbero linifiidi.
A maggio 2011, si compone di due specie:
- Asthenargellus kastoni Caporiacco, 1949[3] — Kenya
- Asthenargellus meneghettii Caporiacco, 1949 — Kenya